# 김시중 (의병장)
김시중(1883년 ~ 1909년)은 조선시대의 의병장이다.
강원도 정선군 동면(현 고한읍) 고한리에서 출생, 수년간 한문수학하여 일찍이 향교의 장의까지 지냈다. 1907년 일제의 침략에 울분을 참지 못하고 문경의 이강년 의진에 들어가 좌선봉장으로 의병에 가담. 1907년 10월 충청북도 청풍에서 120명의 군사들을 이끌고 군자금을 모금하였으며 다음달에는 신돌석 부대 300명과 이강년 부대 200명을 이끌고 경상북도 순흥을 습격하였다. 이듬해 2월, 이강년, 김상태와 왜군에 항거하여 용감히 싸웠지만 패배하자, 김상태 휘하에서 중군장을 맡았다. 1909년 부하 약 50명을 인솔하고 지금의 사북읍 도사곡에서 일본병대와 치열한 교전중, 용감히 싸우다 적탄을 맞고 순직했다. 당시에는 시신마저 제대로 거둘 수 없어 가매장하였다가 후일 동생인 김시백이 부하와 같이 밤중에 영월군 하동면(현 김삿갓면) 내리 앞골 뒷산에 산소를 모셨다. 그러나 현재 그 묘소는 찾을 길이 없다. 1968년 3월 1일 건국훈장 국민장을 추서하였으며 1986년 8월 15일 사북 도사곡 입구에 김시중 장군 전적비를 건립하였다.